# Martin Lodewijk

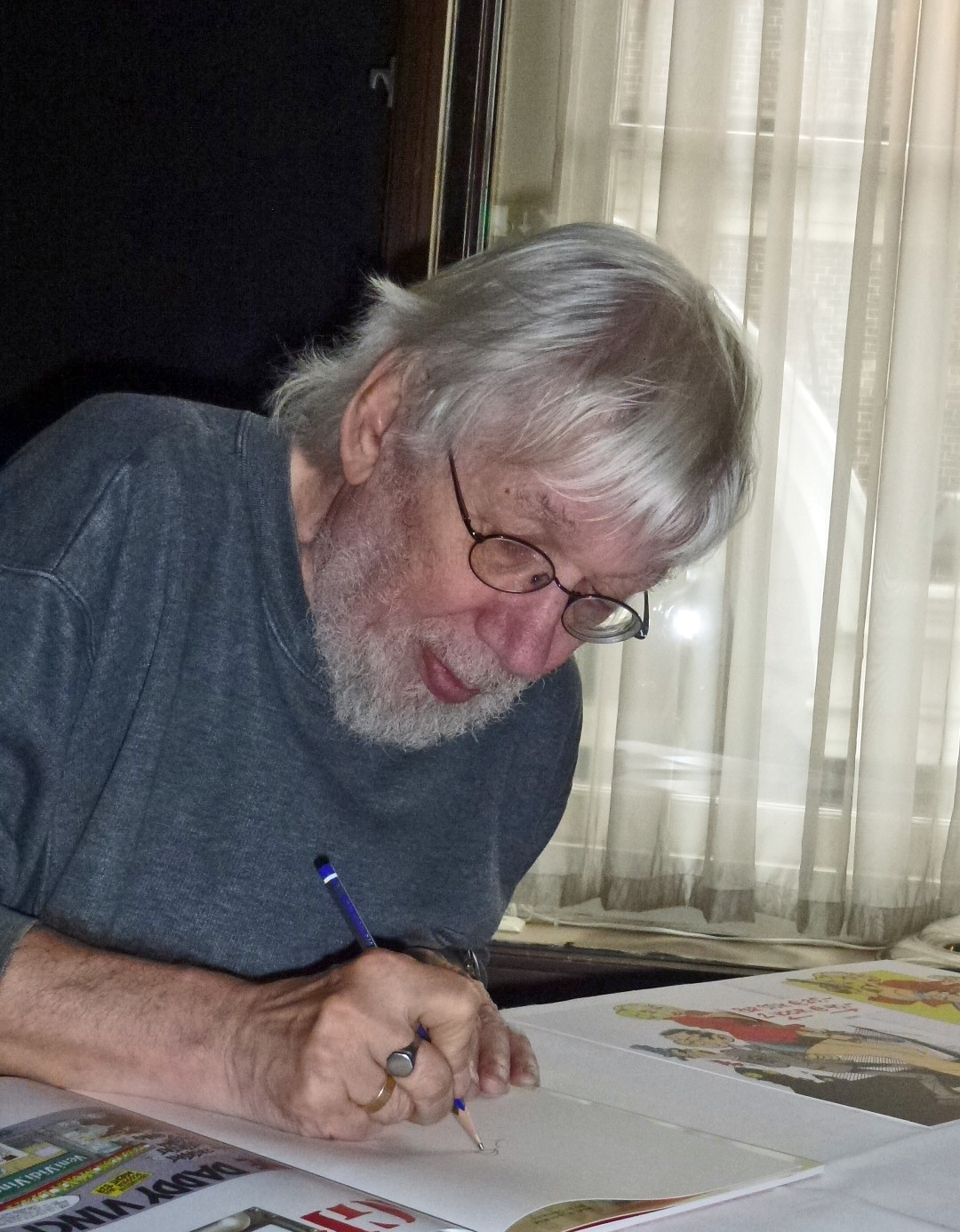
Martin Lodewijk 2015

Martinus Spyridon Johannes Lodewijk (* 30. April 1939 in Rotterdam) ist ein niederländischer Comic- und Reklamezeichner sowie Comicautor.
Lodewijk brach 1957 die Oberschule ab und begann Comics, hauptsächlich Raumfahrt- und Piratengeschichten, zu zeichnen. Seine erste Comicserie Babel en Knetterton erschien genauso wie die Science-Fiction-Serie Dick Harris noch im selben Jahr. 1958 folgte die Piratenserie Arendt Brandt. Den in der Tageszeitung Het Parool erscheinenden Comic Strip Frank, de Vliegende Hollander übernahm Lodewijk 1959 von Piet Wijn. Bevor er 1966 die erste Agent 327-Geschichte, die er auf Anraten von Jan Kruis bei der Zeitschrift Pep vorstellte, veröffentlichte, war Lodewijk sechs Jahre als Reklamezeichner tätig. 1976 wurde Lodewijk Chefredakteur der Zeitschrift Eppo, die aus dem Zusammenschluss von Pep und Sjors entstanden war. Dort wurden auch die Geschichten von Agent 327 fortgesetzt.
Später schrieb Lodewijk auch Szenarios, unter anderem für Don Lawrence’ Storm und René Follets Edmund Bell sowie für die Serie January Jones. Seit 2005 ist er Szenarist der 1959 von Willy Vandersteen erdachten Serie De Rode Ridder (dt. Der Rote Ritter). Der von Bart van Erkel gezeichnete Comic De Kat (dt. Die Katze in Katendrecht) sowie der von John Burns gezeichnete Comic Zetari, beide mit Szenarios von Lodewijk, wurden kurz nach ihrer Veröffentlichung in Deutschland indiziert. Die Indizierungen sind seit 2011 bzw. 2012 automatisch aufgehoben.